# Nessun dorma
Nessun dorma je árie z posledního aktu opery Turandot Giacoma Pucciniho. Název této árie znamená Ať nikdo nespí.
Název je odvozen ze zvolání princezny Turandot, aby nikdo v Pekingu nespal, dokud se nezjistí jméno záhadného prince Calafa. Árie se stala populární v roce 1990, kdy ji interpretoval Luciano Pavarotti jako hudební téma mistrovství světa ve fotbale v Itálii.

## Text
|  | Originální text Il principe ignoto Nessun dorma! Nessun dorma! Tu pure, o Principessa, nella tua fredda stanza guardi le stelle che tremano d'amore e di speranza... Ma il mio mistero è chiuso in me, il nome mio nessun saprà! No, no, sulla tua bocca lo dirò, quando la luce splenderà! Ed il mio bacio scioglierà il silenzio che ti fa mia...! Voci di donne Il nome suo nessun saprà... E noi dovrem, ahimè, morir, morir! Il principe ignoto Dilegua, o notte! Tramontate, stelle! Tramontate, stelle! All'alba vincerò! Vincerò! Vincerò! | Český překlad Neznámý princ Ať nikdo nespi! Ať nikdo nespi! Ty rovněž, ó princezno! Z tvého chladného pokoje, díváš se na hvězdy jak chvějí se láskou a očekáváním. Ale tajemství mé je ve mně skryté, mé jméno se nikdo nedozví! Ne, ne, na tvá ústa jej vyslovím, až se rozední! A polibek můj rozbije ticho, co dělá tě mou...! Ženské hlasy Jeho jméno se nikdo nedozví... A my budeme muset, och, zemřít, zemřít! Neznámý princ Rozplyň se, ó noci! Hvězdy, zmizte za hory! Sotva úsvit vzejde, já nad ní zvítězím! Zvítězím! Zvítězím! |

Verze skladatele Franca Alfana pokračuje:

|  | Originální text Voci di donne O sole! Vita! Eternità! Luce del mondo e amore! Tutti Ride e canta nel sole l'infinità nostra felicità! Gloria a te! Gloria a te! | Český překlad Ženské hlasy Ó slunce! Život! Věčnost! Světlo světa a láska! Každý Smějte se a zpívejte na slunci Naše nekonečné štěstí! Sláva tobě! Sláva tobě! |

## Interpretace
Touto písní se proslavil zejména Luciano Pavarotti. Mezi další umělce, kteří ji zahrnuli do repertoáru patří Aretha Franklinová, José Cura, Manowar, Andrea Bocelli, Sarah Brightmanová, Mina, Michael Bolton nebo Plácido Domingo. V soutěži Britain's Got Talent přispěla k vítězství zpěváka Paula Pottse. V české mutaci Česko Slovensko má talent ji zazpíval Marián Zázrivý a v superfinále Talentmanie Milan Sulej.